# Jiyu Gakuen Myonichikan

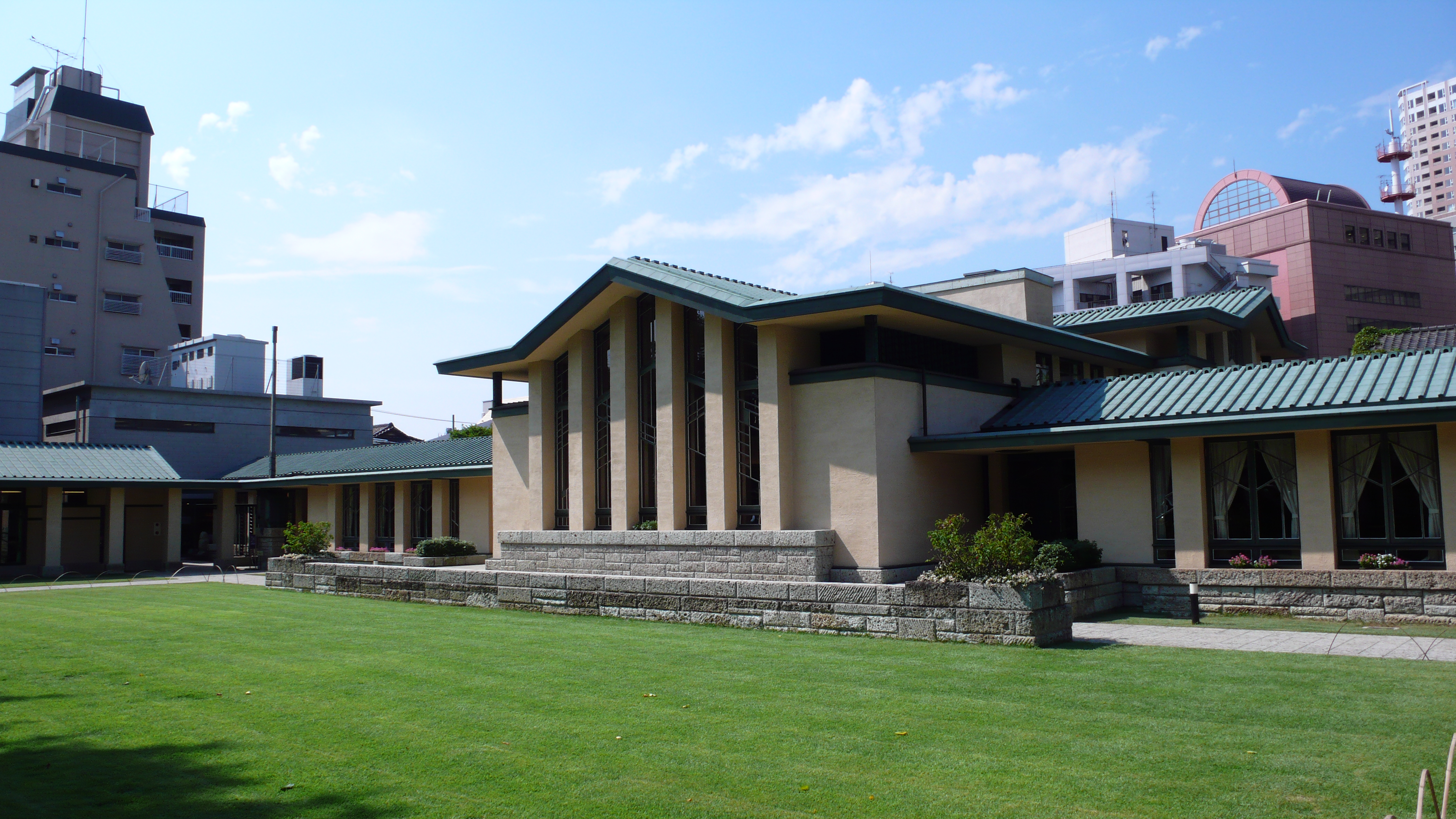
Jiyu Gakuen Myonichikan

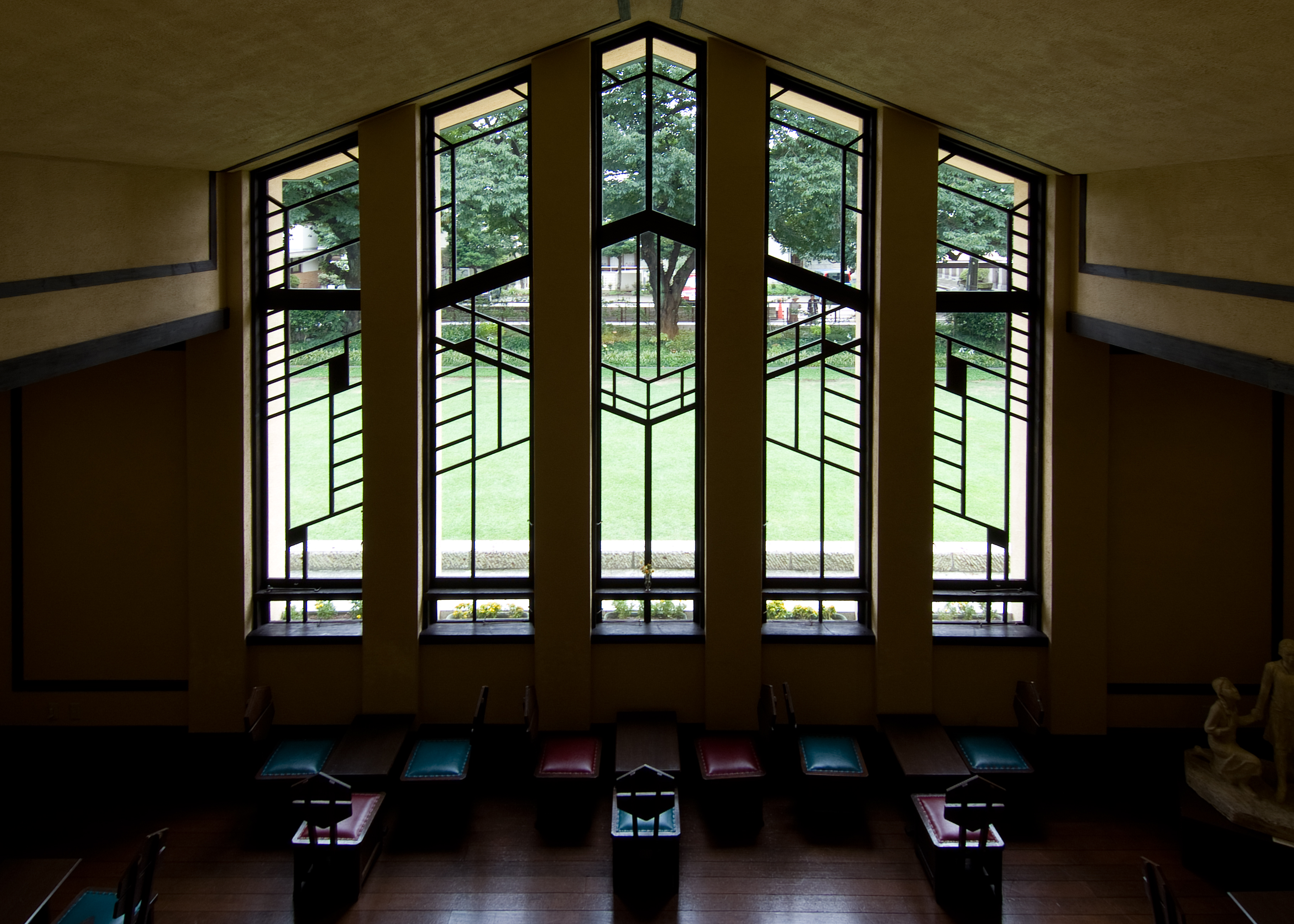
Hörsalen

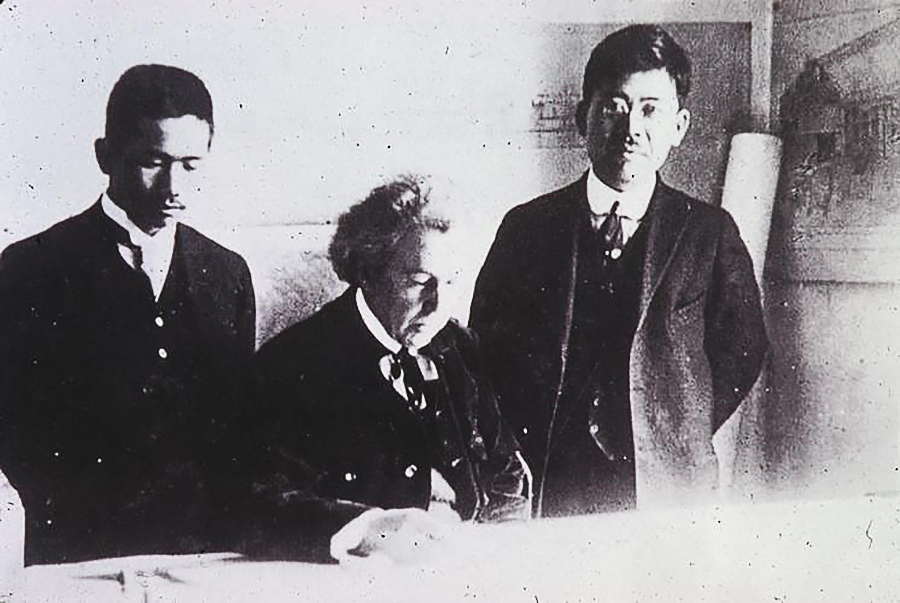
Arata Endo (till vänster) och Frank Lloyd Wright

Jiyu Gakuen Myonichikan ("Morgondagens hus"), är Jiyu Gakuen-skolans kulturmärkta, ursprungliga byggnader i Toshima i Tokyo i Japan, ritade av  Frank Lloyd Wright och Arata Endo.
Jiyu Gakuens flickskola grundades 1921 av utbildningsreformatorerna Yoshikazu och Motoko Hani på en kristlig grund och med en modern pedagogik. Frank Lloyd Wrights medhjälpare i arbetet med Imperial Hotel i Tokyo, Arata Endo, hade fört samman Wright med paret Hani, och Wright, som fått ett positivt intryck av dessas utbildningsfilosofi, åtog sig att rita den nya skolan.
Jiyu Gakuen är uppfört med putsade träfasader med en central del med stora fönster som vetter söderut mot en öppen gård och med symmetriska flyglar i öster och väster. Förutom huvudbyggnaden och dess två flyglar finns en hörsalsbyggnad, som ritades av Arata Endo och som har plats för 300 personer. Den ligger strax söder om de övriga byggnaderna.
Jiyu Gakuens huvudcampus flyttades 1934 till Minamisawa i Higashikurume i Tokyo och de ursprungliga byggnaderna användes därefter för andra ändamål. De äldre byggnaderna kulturminnesmärktes i maj 1997 och restaurerades 1997-2001. Byggnaderna har använts för bröllop och andra evenemang, men i övrigt varit tillgängliga för allmänheten sedan november 2001.
En av eleverna vid Jiyu Gakuen under 1920-talet var Mihoko Koyama, som var grundare av den religiösa rörelsen Shinji Shūmeikai.